# Adelphenaldis gigascapus
Adelphenaldis gigascapus är en stekelart som först beskrevs av Fischer 1993.  Adelphenaldis gigascapus ingår i släktet Adelphenaldis och familjen bracksteklar. Inga underarter finns listade i Catalogue of Life.